# Nghĩa An, Đồng Lăng
Nghĩa An (chữ Hán giản thể: 义安区, âm Hán Việt: Nghĩa An khu) là một quận của địa cấp thị Đồng Lăng, tỉnh An Huy, Cộng hòa Nhân dân Trung Hoa. Quận Nghĩa An có diện tích 876 km², dân số khoảng 320.000 người, mã bưu chính 244100. Khu hành chính đóng ở trấn Thuận An. Quận Nghĩa An được chia thành 1 nhai đạo, 6 trấn và 2 hương.
- Nhai đạo: Tân Kiều
- Trấn: Ngũ Tùng, Chung Minh, Thuận An, Thiên Môn, Tây Liên, Đông Liên.
- Hương: Lão Châu, Tư Bá.

Quận Nghĩa An được lập vào tháng 12 năm 2015 trên cơ sở chuyển từ huyện Đồng Lăng cũ trực thuộc địa cấp thị Đồng Lăng.